# Вариация (статистика)
Вариа́ция — различие значений какого-либо признака у разных единиц совокупности за один и тот же промежуток времени. Причиной возникновения вариации являются различные условия существования разных единиц совокупности. Вариация — необходимое условие существования и развития массовых явлений.
Определение вариации необходимо при организации выборочного наблюдения, статистическом моделировании и планировании экспертных опросов. По степени вариации можно судить об однородности совокупности, устойчивости значений признака, типичности средней, о взаимосвязи между какими-либо признаками.

## Показатели вариации

### Абсолютные показатели
- размах вариации:

{\displaystyle R=x_{\max }-x_{\min };}
- среднее линейное отклонение:

{\displaystyle a={\frac {1}{n}}\sum _{i=1}^{n}|x_{i}-{\bar {x}}|,}
где {\displaystyle {\bar {x}}} — выборочное среднее.
- среднеквадратическое отклонение:

{\displaystyle \sigma ={\sqrt {{\frac {1}{n}}\sum _{i=1}^{n}\left(x_{i}-{\bar {x}}\right)^{2}}};}
- дисперсия:

{\displaystyle \sigma ^{2}={\frac {1}{n}}\sum \limits _{i=1}^{n}\left(x_{i}-{\bar {x}}\right)^{2};}
- среднее квартильное (квантильное) расстояние:

{\displaystyle q={\frac {(Q_{3}-\mathrm {Me} )+(\mathrm {Me} -Q_{1})}{2}}={\frac {(Q_{3}-Q_{1})}{2}},}
где {\displaystyle Q_{1}}, {\displaystyle Q_{3}} — первый (нижний) и третий (верхний) квартили соответственно, {\displaystyle \mathrm {Me} =Q_{2}} — медиана (второй или серединный квартиль).

### Относительные показатели
- относительный размах вариации (коэффициент осцилляции):

{\displaystyle \rho ={\frac {R}{\bar {x}}};}
- относительное отклонение по модулю (линейный коэффициент вариации):

{\displaystyle m={\frac {a}{\bar {x}}};}
- коэффициент вариации:

{\displaystyle V={\frac {\sigma }{\bar {x}}};}
Коэффициент вариации случайной величины — мера относительного разброса случайной величины; показывает, какую долю среднего значения этой величины составляет её средний разброс. Исчисляется в процентах. Вычисляется только для количественных данных. В отличие от среднего квадратического или стандартного отклонения измеряет не абсолютную, а относительную меру разброса значений признака в статистической совокупности. По мнению автора рассматриваемого коэффициента К. Пирсона — коэффициент вариации эффективнее абсолютного показателя вариации.
Известно, что коэффициент вариации может быть записан посредством долей:
{\displaystyle V={\sqrt {n\sum _{i=1}^{n}p_{i}^{2}-1}},}
где {\displaystyle p_{i}={\frac {x_{i}}{\sum \limits _{i=1}^{n}x_{i}}}}.
{\displaystyle \nu ={\frac {\sigma }{\mu }},}
где {\displaystyle \mu } — математическое ожидание. Эта формула применяется для вероятностных моделей.
- относительное квартильное расстояние:

{\displaystyle d={\frac {q}{\bar {x}}}.}